# Caenopamera forreri
Caenopamera forreri är en insektsart som först beskrevs av William Lucas Distant 1893.  Caenopamera forreri ingår i släktet Caenopamera och familjen Rhyparochromidae. Inga underarter finns listade i Catalogue of Life.